# Giuseppina Rippa

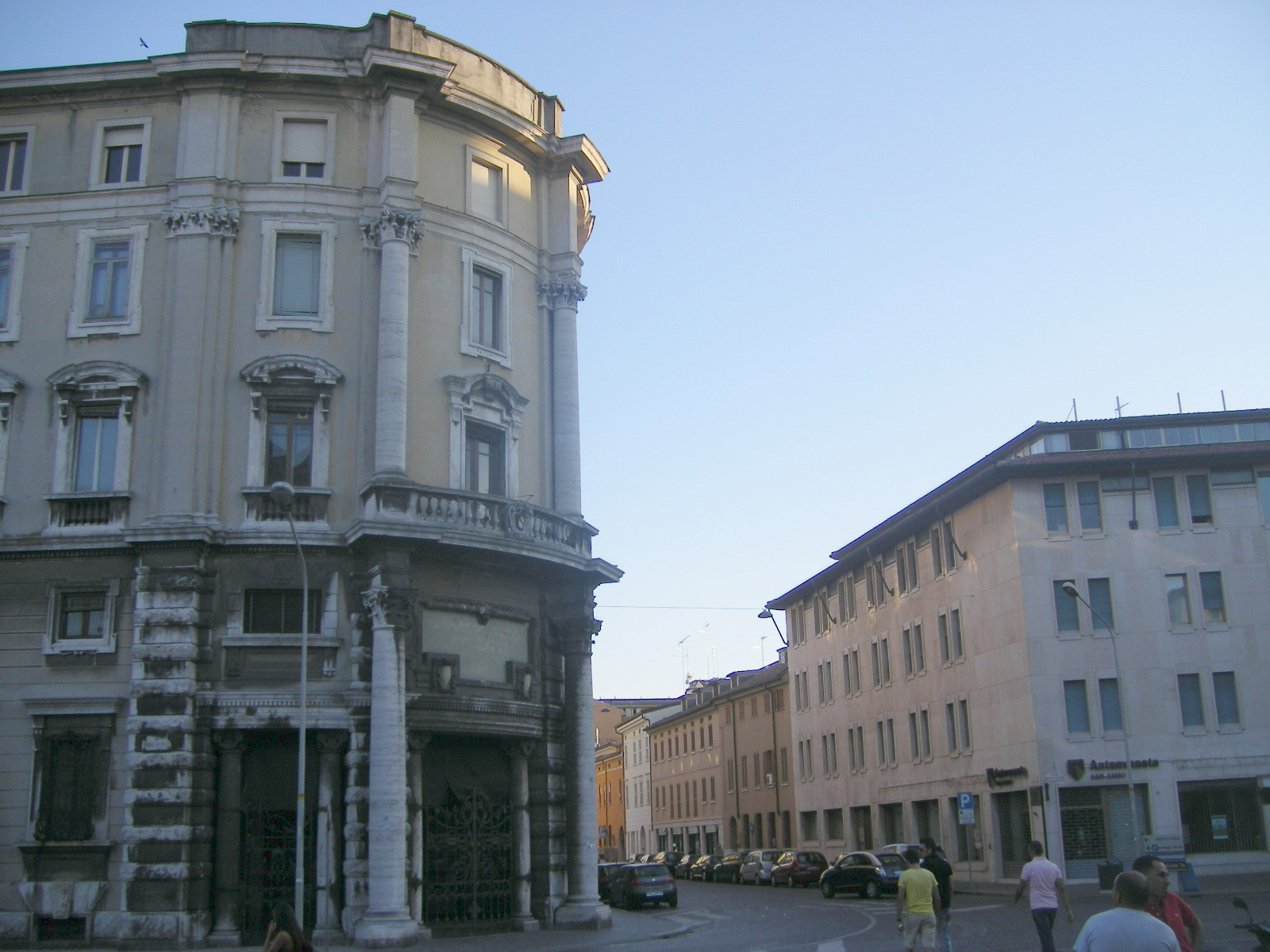
Piazza Martiri di Belfiore in Mantua

Giuseppina Rippa (* 1. Juni 1913 in Marmirolo; † 11. September 1943 in Mantua) war eine italienische Hausangestellte, die am 11. September 1943 erschossen wurde, als sie italienischen Gefangenen auf der Straße Brot reichte.
Nach dem am 8. September 1943 bekanntgegebenen Waffenstillstand von Cassibile und der anschließenden deutschen Besetzung Italiens im „Fall Achse“ wurden Angehörige der italienischen Streitkräfte von deutschen Truppen entwaffnet und in Gefangenschaft genommen. Am 11. September hielt ein Lastwagen voller durstiger und hungriger Gefangener in Mantua auf der Piazza Martiri di Belfiore. Giuseppina Rippa, ein Dienstmädchen in einem der nahe gelegenen Gebäude, brachte ihnen Brot und Wasser.
Der weitere Ablauf der Ereignisse ist umstritten. Laut einigen Quellen soll ein deutscher Soldat der Wachmannschaft einen Warnschuss abgegeben haben und der Querschläger Giuseppina Rippa tödlich getroffen haben. Nach anderen Quellen soll der Soldat gezielt auf Giuseppina Rippa geschossen haben.
Seit dem 25. April 1950 erinnert eine bronzene Gedenktafel in der Via Principe Amedeo, 1 in Mantua (⊙) an Giuseppina Rippa. Zudem wurde nach ihr in Marmirolo und Mantua jeweils eine Straße benannt. Auch die Sektion Mantua der Associazione Nazionale Partigiani d’Italia der Confederazione Generale Italiana del Lavoro trägt ihren Namen.